# 테토리스
〈테토리스〉(일본어: テトリス)는 일본의 보컬로이드 프로듀서(보카로P)인 히이라기 마그네타이트가 작사, 작곡한 노래이다. 2024년 11월 8일에 유튜브와 니코니코 동화를 통해 공개되었고, 2024년 11월 27일에 발매되었다. 보컬 음성은 신디사이저 V인 카사네 테토의 보컬을 사용하였다. 일러스트는 세나 유우타가 맡았다. 또한, 빌보드 재팬 니코니코 보컬로이드 송 톱 20에서 연속 7주 1위를 차지하였고, 2025년 상반기 빌보드 재팬 니코니코 보컬로이드 송 톱 20에서 1위를 차지, 그리고 빌보드 재팬 여러 부문에서 100위권에 들기도 하였다.

## 배경
뮤직 비디오는 2024년 11월 8일에 공개되었고, 11월 27일에는 스트리밍 서비스로 발매되었다.

## 반응

### 니코니코 동화
니코니코 동화에 업로드된 뮤직 비디오는 2024년 11월 13일, 5일 만에 10만 재생수를 기록하여 Synthesizer V 전당입성에 달성하였고, 2024년 12월 12일에는 100만 재생수를 기록하여 Synthesizer V 전설입성에 달성하였다. 

### 유튜브
유튜브에 업로드된 뮤직 비디오는 2024년 11월 15일, 일주일 만에 조회수 100만 회를 돌파하였으며, 약 1개월 후인 12월 14일에는 조회수 1,000만 회를 돌파하였다. 조회수 기록을 달성할 때마다 히이라기 마그네타이트는 조회수 달성 기념 일러스트를 SNS에 게시하였다. 

## 차트 기록

### 주간 차트
| 차트                                       | 최고 순위 |
| ------------------------------------------ | --------- |
| 히트시커 송 (빌보드 재팬)                  | 1         |
| 니코니코 보컬로이드 송 톱 20 (빌보드 재팬) | 1         |
| 핫 샷 송 (빌보드 재팬)                     | 10        |
| 다운로드 송 (빌보드 재팬)                  | 27        |
| 핫 100 (빌보드 재팬)                       | 35        |
| 스트리밍 송 (빌보드 재팬)                  | 61        |

### 반년 차트
| 차트                                                 | 순위 |
| ---------------------------------------------------- | ---- |
| 니코니코 보컬로이드 송 톱 20 반년 차트 (빌보드 재팬) | 1    |

## 발매
| 지역    | 날짜             | 형식                   |
| ------- | ---------------- | ---------------------- |
| 전 세계 | 2024년 11월 27일 | 음악 다운로드 스트리밍 |